# Exército Real Italiano

Bandeira de guerra da Itália.

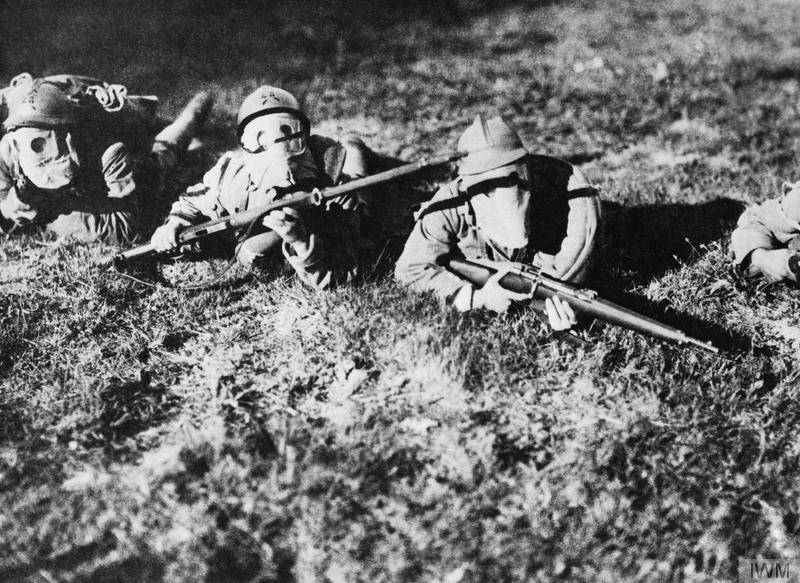
Solados do exército real italiano, durante a primeira guerra mundial.

O Exército Real Italiano (em italiano: Regio Esercito Italiano) foi o exército do Reino da Itália, formado após a unificação do país, em 1861. Em 1946, quando por um plebiscito a Itália se tornou uma república, o exército italiano mudou de denominação e tomou sua atual forma.

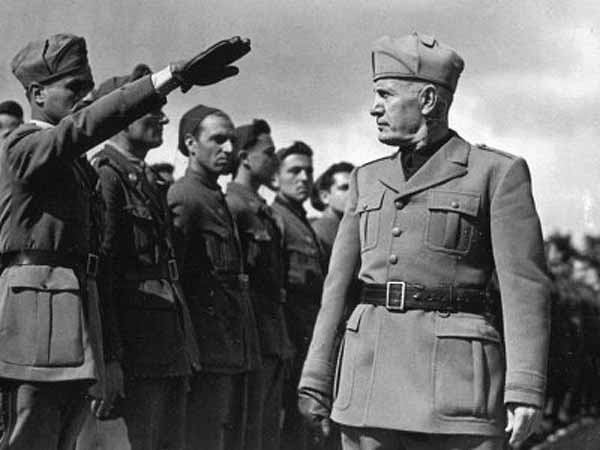
Benito Mussolini com seu exército, na década de 1930.

A sua criação ocorreu logo após a invasão aos Estados papais em 1861, quando Manfredo Fanti assinou o decreto em 4 de maio de 1861, unindo o Exército Real da Sardenha com o Exército das Duas Sicílias. Em 1911 foi usado pela Itália na Guerra ítalo-turca, que culminou na anexação de províncias otomanas para formar a Líbia Italiana e as Ilhas Italianas do Egeu, ao derrotar o Império turco-otomano. Lutou na Primeira Guerra Mundial ao lado dos Aliados, enquanto que na Segunda Guerra Mundial atuou junto das Potências do Eixo, sendo derrotado.
Em 1915, durante a Primeira Grande Guerra, a Itália chegou a mobilizar 5 milhões de soldados. Em 1943, durante a Segunda Guerra Mundial, tinha 3,5 milhões de homens em suas fileiras.